# Unicon

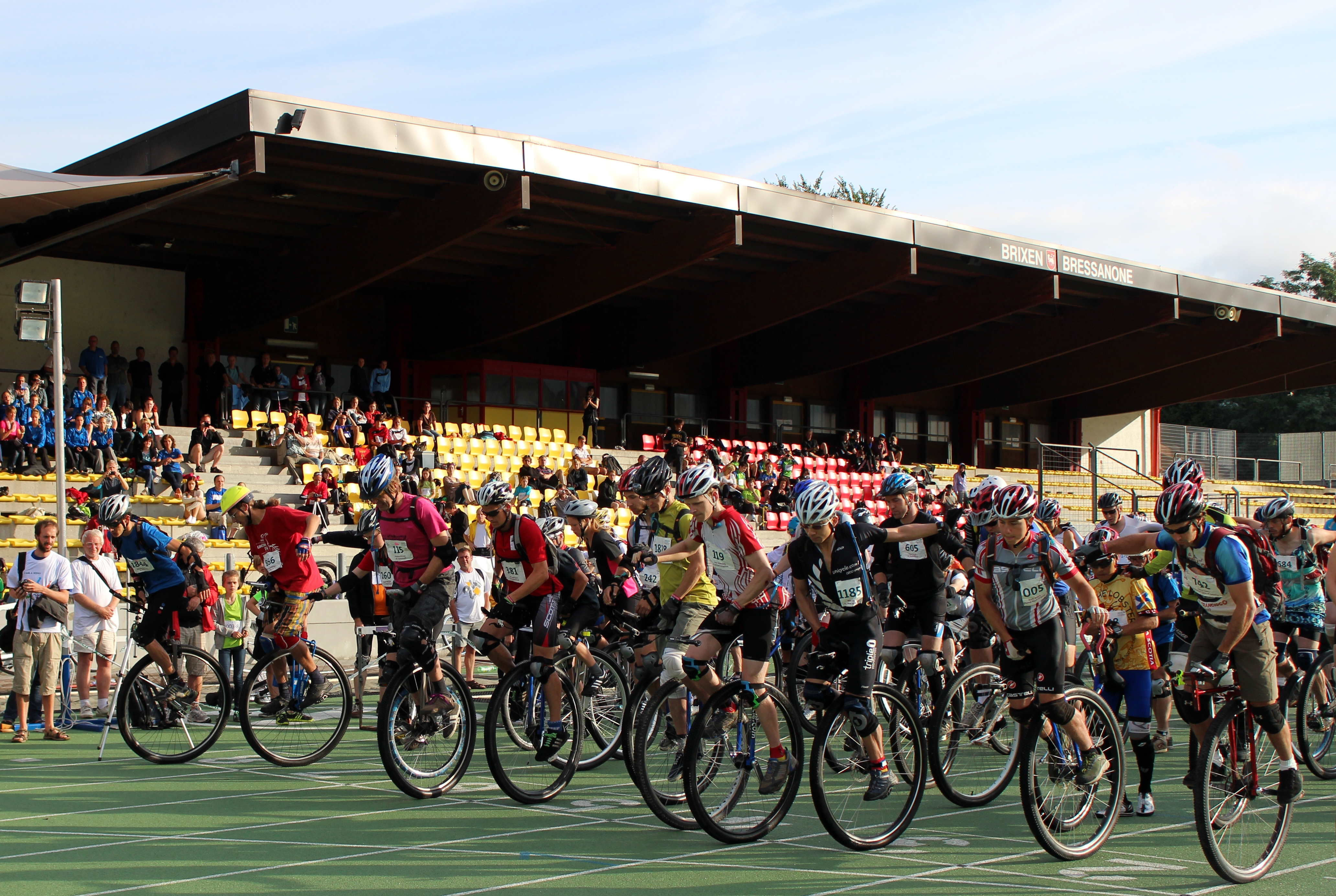
Start 100 km, Unicon 16, Brixen 2012

UNICON es el Campeonato y Convención de monociclo hechos por la Federación Internacional de Monociclismo o International Unicycling Federation (IUF) en idioma inglés.
La IUF mantiene la convención y competición mundial de monociclismo de forma bienal , y este es el mayor evento del monociclismo a nivel internacional. Los eventos incluyen competiciones artísticas en grupos, parejas o individuales, carreras de pista (100, 400, 800 metros), caminar la rueda por 30 metros, y 50 metros a un pie , también en largas distancias se encuentra la carrera de 10 kilómetros y la maratón y varias habilidades en Monociclismo de Montaña y trial, hockey y baloncesto.
UNICON pasadas:
| UNICON    | Año     | Fecha                        | Lugar                                |
| --------- | ------- | ---------------------------- | ------------------------------------ |
| UNICON 1  | 1984    |                              | Syracuse (Nueva York), EE. UU.       |
| UNICON 2  | 1986    |                              | Uniondale (Nueva York), EE. UU.      |
| UNICON 3  | 1987    |                              | Tokio, Japón                         |
| UNICON 4  | 1988    |                              | Aquadilla, Puerto Rico               |
| UNICON 5  | 1991    |                              | Hull, Quebec, Canadá                 |
| UNICON 6  | 1992    |                              | Quebec City, Quebec, Canadá          |
| UNICON 7  | 1994    |                              | Minneapolis, Minnesota, EE. UU.      |
| UNICON 8  | 1996    |                              | Guildford, Reino Unido               |
| UNICON 9  | 1998    |                              | Bottrop, Alemania                    |
| UNICON 10 | 2000    |                              | Pekín, China                         |
| UNICON 11 | 2002    | 25 de julio - 2 de agosto    | North Bend, Washington, EE. UU.      |
| UNICON 12 | 2004    | 23 de julio - 1 de agosto    | Tokio, Japón                         |
| UNICON 13 | 2006    | 23 de julio - 2 de agosto    | Berna, Suiza                         |
| UNICON 14 | 2008    | 26 de julio - 4 de agosto    | Frederiksberg, Copenhague, Dinamarca |
| UNICON 15 | 2009/10 | 27 de diciembre - 7 de enero | Wellington, Nueva Zelanda            |
| UNICON 16 | 2012    | 21 de julio - 31 de julio    | Brixen, Italia                       |
| UNICON 17 | 2014    | 30 de julio - 10 de agosto   | Montreal, Canadá                     |
| UNICON 18 | 2016    | 27 de julio - 7 de agosto    | San Sebastián, España                |

- Datos: Q360682